# Marie Bloch
Clara Emilie Marie Bloch (* 27. November 1871 in Berlin; † 28. April 1944 im KZ Theresienstadt) war eine deutsche Pädagogin und Mitglied der bürgerlichen Frauenbewegung. 1942 wurde sie aufgrund ihrer jüdischen Abstammung verhaftet und später ermordet.

## Leben

### Kindheit und Jugend
Marie Bloch wurde als fünftes von sieben Kindern des Berliner Verlagsbuchhändlers Adalbert Bloch und seiner Frau Clara Bloch in Berlin geboren. Die Eltern, ursprünglich Juden, erzogen ihre Kinder liebevoll im protestantischen Glauben und waren in hohem Maße kulturell und sozial orientiert. Bildung, Theaterbesuche und Reisen bestimmten zu einem Großteil das Familienleben. Marie – in der Familie Mieze genannt – genoss eine unbeschwerte Kindheit im Kreise ihrer Geschwister Hermann, Adalbert, Walter, Betty, Cläre und Willy im Elternhaus in der Regentenstraße 14 (heute Hitzigallee), unweit der Potsdamer Straße.

### Ausbildung und berufliche Laufbahn
Marie Bloch erhielt die für sie bestmögliche Ausbildung und besuchte zunächst neun Jahre die Charlottenschule zu Berlin, eine Städtische Höhere Töchterschule. Später besuchte sie das private Lehrerinnenseminar, dessen Leiterin die Frauenrechtlerin Helene Lange war. Aus gesundheitlichen Gründen musste sie das Seminar schon nach anderthalbjähriger Ausbildung verlassen. Im Jahr 1890 schrieb sie sich in einem von der Frauenbewegung erkämpften Frauen-Gymnasialkurs ein, in dem sie Englisch und Mathematik belegte. Ab April 1892 bildete sie sich am Pestalozzi-Fröbel-Haus in Schöneberg bei Berlin als Kindergartenleiterin weiter. Aufgrund ihrer guten Vorbildung bestand Marie Bloch schon im April 1893 das Examen, welches sie u. a. berechtigte, einen Kindergarten selbstständig zu leiten. Von 1893 bis 1908 arbeitete Marie Bloch als Leiterin verschiedener Kindereinrichtungen in Berlin. Zudem agierte sie im Pestalozzi-Fröbel-Haus als Lehrerin und blieb dem Hause über die Jahre eng verbunden.
Nach dem Tod ihrer Eltern um die Jahrhundertwende zog sie 1908 aus ihrer Etagenwohnung im Elternhaus aus und folgte ihrem jüngsten Bruder, dem Historiker Hermann Reincke-Bloch, nach Rostock, um ihm den Haushalt zu führen und ihre Schwägerin bei der Kinderbetreuung zu unterstützen. Mithilfe des mütterlichen Familiennachlasses erwarb Marie Bloch ein zweistöckiges Haus mit Garten in der Paulstraße 5 im Stadtteil Steintorvorstadt. Ihr ursprünglicher Plan, die Paaschnische Schule zu übernehmen, scheiterte, weshalb sie 1910 in der Paulstraße einen Fröbel’schen Kindergarten mit angeschlossener Pflegerinnenschule eröffnete. Die dafür notwendige Berechtigung erwarb sie durch den Besuch des Oberkursus der Sozialen Frauenschule in Schöneberg (heute Alice-Salomon-Fachhochschule für Sozialarbeit und Sozialpädagogik Berlin) von 1909 bis 1910, einer Einrichtung, die wenige Jahre zuvor von der Frauenrechtlerin Alice Salomon gegründet worden war. Insgesamt zweieinhalb Jahrzehnte lang galt der Rostocker Kindergarten von Marie Bloch als die modernste und reformfreudigste Institution Mecklenburgs auf dem Gebiet der Kleinkinderfürsorge.

### Ehrenamtliches Engagement
Marie Bloch engagierte sich in Rostock stark im sozialen Bereich. Ab 1908 arbeitete sie im Rostocker Frauenverein „Soziale Gruppe“, der zum gemäßigten Flügel der Frauenbewegung gehörte. Marie Bloch wurde aktives Mitglied der angeschlossenen weiblichen Jugendgruppe, deren Mitglieder als freiwillige Helferinnen in Kindertageseinrichtungen aushalfen. Ziel der gemeinnützigen Arbeit war es, Frauen, die aufgrund von Tod oder Trennung des Ehemannes genötigt waren, ihren Lebensunterhalt selbst zu verdienen, durch die Kinderbetreuung zu unterstützen. Ab 1910 gehörte Bloch dem Beirat des Vorstandes des Volkskindergartens e. V. in Rostock an. Außerdem engagierte sie sich im Jugendbund, im Verein Jugendwerkstatt und im Deutschen Fröbel-Verband.

### Erster Weltkrieg und Weimarer Republik
Als Mitglied der bürgerlichen Frauenbewegung betätigte sich Marie Bloch nach Ausbruch des Ersten Weltkriegs in der Kriegswohlfahrtspflege. Während des Krieges wuchs die Jugendgruppe, die nunmehr unter dem Namen „Helfende Hand“ firmierte, auf etwa 150 Mitglieder an, die für nahezu alle Bereiche sozialer Arbeit vorgebildet wurden. Die kriegsbedingt zunehmende Erwerbstätigkeit von Frauen führte zu einem Mangel an Kinderbetreuungsangeboten; Bloch wurde daher im Jahr 1918 vom Kriegsamt Altona beauftragt, die Kindergärten und Krippen in großen Teilen Mecklenburgs umzugestalten.
Nach dem Ende des Kaiserreichs war Bloch von 1919 bis 1923 als Leiterin der städtischen Kinderfürsorge in Rostock tätig. Daneben leitete sie weiterhin ihren Kindergarten.

### Zeit des Nationalsozialismus: Verfolgung und Tod
Infolge der nach dem Machtantritt der Nationalsozialisten einsetzenden Judenverfolgung sahen sich viele Rostocker Juden zur Auswanderung gezwungen. So emigrierte u. a. das mit Marie Bloch befreundete Ehepaar Fritz Nelson und Mathilde Nelson in die USA. Besonders die Vertreibung der jüdischen Familie Steiner traf Bloch schwer: Margarete Steiner war als junge Studentin, obwohl schon mit dem Mathematiker und Dozenten Werner Steiner verheiratet, im Jahre 1922 von Marie Bloch adoptiert worden. Um der antisemitischen Verfolgung zu entgehen, ging die Familie Steiner 1933 nach Schottland. Marie Bloch blieb trotz des engen Verhältnisses zur Familie Steiner in Rostock, um dieser finanziell nicht zur Last zu fallen. Nach den 1935 erlassenen Nürnberger Rassengesetzen galt sie mit ihren drei jüdischen Großeltern als zu 75 % „jüdisch“. So gaben immer weniger Eltern ihre Kinder in den nun als „jüdisch“ verfemten Kindergarten, was dazu führte, dass Bloch mit wirtschaftlichen Schwierigkeiten zu kämpfen hatte. Die Kinderpflegerinnenschule wurde bereits im Sommer 1934 von den Nationalsozialisten geschlossen.
Im Zuge der Novemberpogrome an der jüdischen Bevölkerung in der Nacht vom 9. auf den 10. November 1938 wurde in Rostock unweit des Kindergartens die Synagoge in der Augustenstraße niedergebrannt. 64 jüdische Männer wurden verhaftet, zahlreiche Häuser, Wohnungen und Geschäfte von jüdischen Einwohnern demoliert. Der Kindergarten blieb unbeschädigt. Jedoch wurde Bloch kurze Zeit später die Hypothek für das Haus gekündigt, weshalb sie es verkaufen musste. Ihr wurde die Leitung des Kindergartens untersagt, so dass sie ihn an eine frühere Mitarbeiterin übergeben musste. Mit dem am 12. November 1938 von den Nationalsozialisten verordneten Verbot für Juden, Theater, Kinos und Konzerte usw. zu besuchen, wurde auch Marie Bloch die Teilnahme am kulturellen Leben verwehrt. Aufgrund der mit Beginn des Zweiten Weltkriegs verordneten nächtlichen Ausgangssperre für Juden durfte sie das Haus nach 20 Uhr nicht mehr verlassen. Zudem gab es nur noch wenige Menschen, welche Kontakt zu ihr hielten. In ihrem bisherigen Leben eine kontaktfreudige Frau, welche viele Freundschaften durch intensive Korrespondenzen pflegte, lebte Bloch nun zurückgezogen und nahezu völlig vereinsamt auf dem Dachboden des Hauses in der Paulstraße.
Als sie 1941 von den Nazis gezwungen wurde, den sogenannten Judenstern zu tragen, trug die von Geburt an evangelische Marie Bloch aus Protest daneben eine Brosche mit einem Christusbild.
Am 11. November 1942 wurde Marie Bloch festgenommen. Über mehrere Sammellager wurde sie am 15. Dezember 1942 von Berlin ins KZ Theresienstadt deportiert. Dort begegnete sie ihrer Schwester Cläre wieder. Als diese schwer erkrankte, pflegte Marie Bloch sie bis zu ihrem Tod. Im Frühjahr 1944 erhielten Verwandte die verschlüsselte Nachricht, dass Marie Bloch an Typhus gestorben sei.

## Gedenken
Seit August 1989 ist Marie Bloch Namensgeberin für den Rostocker Kindergarten am Beginenberg. Der Historiker Yaakov Zur, der Anfang 1939 aus Rostock nach Israel emigrierte, enthüllte die Namenstafel und sprach die Hoffnung aus, dass der Kindergarten „zu einem lebendigen Grabstein im Sinne der hervorragenden Erzieherin werden wird.“ Den Kindern wünschte er: „Möge es nie wieder eine Zeit geben, in der man Kindern ihre Kindheit nimmt.“
Im südöstlichsten Rostocker Ortsteil Brinckmansdorf ist eine Straße nach Marie Bloch benannt.
In der Paulstraße 5 erinnert seit Oktober 2004 ein Denkstein an ihr Schicksal. Das Max-Samuel-Haus entwickelte in Zusammenarbeit mit dem Grafiker Rando Geschewski und in Anlehnung an das Projekt des Künstlers Gunter Demnig für die Hansestadt Rostock eine eigene Variante von Stolpersteinen: eine grün-graue Platte aus Dolomit, wesentlich größer als ein Pflasterstein, die Auskunft über Namen, Wohnort und Todesart und -ort gibt. Die „Gedenkplatte“ wurde ausschließlich aus Spenden finanziert.
Auch auf dem Rostocker jüdischen Friedhof im Lindenpark gibt es einen Gedenkort, bestehend aus einer Stele in Form einer Menorah und einem etwa 60 cm hohen Quader, auf dessen Fläche die bis 1988 bekannten Namen der jüdischen NS-Opfer aus Rostock zu lesen sind. Auf dem vom Steinmetz Thomas Scheinpflug geschaffenen Gedenkstein ist ferner ein Davidstern und in hebräischer und deutscher Sprache die Inschrift zu lesen: „Gedenke – Vergiß nie!“